# Nige Jōzu no Wakagimi
Nige Jōzu no Wakagimi (逃げ上手の若君?  lit. El joven que sabe huir), también conocida como The Elusive Samurai en inglés, y como Héroe fugitivo en español, es una serie de manga histórico escrito e ilustrado por Yūsei Matsui. Comenzó su serialización en la revista número 8 de 2021 de la revista Shūkan Shōnen Jump de Shūeisha desde el 25 de enero de 2021, y hasta el momento han sido publicados veintiuno volúmenes tankōbon de la serie. Shūeisha también publica simultáneamente la serie en inglés y español de forma gratuita en la aplicación y sitio web Manga Plus. Una adaptación televisiva de la serie de anime producida por CloverWorks se emitió de julio a septiembre de 2024. Se ha anunciado una segunda temporada.

## Argumento
Japón feudal, a finales del período Kamakura y comienzos del Muromachi. Tokiyuki Hōjō forma parte de la familia del shogun del shogunato de Kamakura, tiene una habilidad innata para huir de cualquier situación y ha vivido cómodamente toda la vida. Sin embargo, cuando el shogunato cae en el golpe de Estado del traidor Takauji Ashikaga, el clan Hōjō es masacrado casi totalmente y Tokiyuki deberá huir para sobrevivir y conseguir la venganza. 

## Personajes

### Clan Hōjō
Hōjō Tokiyuki (北条時行?)
 Seiyū: Kotomi Otsuka (videocomic), Asaki Yuikawa (anime), Susana Moreno (español latino)
Es el personaje principal de la obra. Segundo hijo de Hōjō Takatoki. Si bien no se le dan las artes marciales, tiene talento para escapar y esconderse.  Cuando cae el shogunato, Yorishigue le esconde y le protege.
Hōjō Takatoki (北条高時?)
 Seiyū: Yuki Hayashi (videocomic)
Es el padre de Tokiyuki y el jefe del clan Hōjō. Aunque técnicamente gobierna el shogunato de Kamakura, no es más que una marioneta en manos de sus ministros.
Hōjō Kunitoki (北条邦時?)
 Seiyū: Hitomi Yabe (videocomic)
Es el hermanastro de Tokiyuki. Primogénito de Takatoki. Fue traicionado por su tío, Muneshige Godaiin, capturado y ejecutado.
Takaie Nagoe (名越高家 Nagoe Takaie?)
 Seiyū: Takaki Gunji (videocomic)
Es el jefe de la familia Nagoe-ryu Hōjō, miembro del clan Hōjō. Él y Takauji Ashikaga se dirigieron a Kioto para aplastar la rebelión del emperador Go-Daigo pero falleció en combate.

### Familia Suwa
Suwa Yorishige (諏訪頼重?)
Seiyū: Masayuki Suzuki (videocomic), Yūichi Nakamura, (anime), Ditter Ruiz (español latino)
Un sacerdote del distrito de Suwa, provincia de Shinano. Se dice que la familia Suwa es descendiente del dios Takeminakata, y dado que ha servido como una gran celebración del Santuario Suwa taisha, que consagra al Dios Takeminakata, se trata como un cuerpo sagrado. Como resultado, también es divino, tiene la capacidad de ver el futuro, aunque de manera imperfecta, y controlar el clima a voluntad. Por otro lado, la familia Suwa también era el señor de Suwa-gun y el Miuchibito de la familia Tokusou Hōjō. Yorishige es venerado como el dios actual junto con el emperador de Kioto y la familia Izumo de Izumo Taisha, y es seguido por el Partido Suwa Shinto, un cuerpo de samuráis en el contexto de sus creencias religiosas.
Suwa Shizuku (諏訪雫?)
 Seiyū: Haruka Takagi (videocomic), Hinaki Yano (anime), Jesse Torres (español latino)
Hija de Yorishige. Usa un disfraz de doncella del santuario. Demuestra un excelente talento en el trabajo arcano y administrativo, y ayuda a Yoriju.
Kojiro (弧次郎?)
Un niño seleccionado por Suwa Yorishige como candidato para el partido de Hōjō Tokiyuki. Aunque tiene la misma edad de Tokiyuki se le considera el mejor usuario de espadas de esta generación. Como Yorishige, planea eventualmente convertir a Arujiro en un comandante militar y liderar el ejército.
Ayako (亜也子?)
Una chica seleccionada por Suwa Yorishige como candidata para el partido de Hōjō Tokiyuki. Aunque tiene la misma edad que Tokiyuki, es alto y posee una fuerza sobrehumana.

## Contenido de la obra

### Manga
Nige Jōzu no Wakagimi es escrito e ilustrado por Yūsei Matsui. Comenzó su serialización en la revista Shūkan Shōnen Jump de Shūeisha el 25 de enero de 2021. Shūeisha recopila sus capítulos individuales en volúmenes tankōbon. El primer volumen se publicó el 2 de julio de 2021, y hasta el momento se han lanzado veintiuno volúmenes. Es la nueva serie de Matsui tras terminar Assassination Classroom.
Su comienzo causó revuelo controversia en Japón por el tema de Hōjō Tokiyuki y el período Nanbokucho.. Shūeisha convirtió el primer capítulo en un videocomic, publicado en su canal de YouTube.  El manga se edita y publica de forma simultánea en la app y sitio web Manga Plus en español e inglés.
| Volúmenes de manga publicados | Volúmenes de manga publicados | Volúmenes de manga publicados |
| Número                        | Fecha de publicación          | ISBN                          |
| ----------------------------- | ----------------------------- | ----------------------------- |
| 1                             | 2 de julio de 2021            | ISBN 978-4-08-882710-0        |
| 2                             | 4 de agosto de 2021           | ISBN 978-4-08-882734-6        |
| 3                             | 4 de noviembre de 2021        | ISBN 978-4-08-882793-3        |
| 4                             | 4 de enero de 2022            | ISBN 978-4-08-883010-0        |
| 5                             | 4 de abril de 2022            | ISBN 978-4-08-883073-5        |
| 6                             | 3 de junio de 2022            | ISBN 978-4-08-883184-8        |
| 7                             | 4 de agosto de 2022           | ISBN 978-4-08-883198-5        |
| 8                             | 4 de noviembre de 2022        | ISBN 978-4-08-883291-3        |
| 9                             | 4 de enero de 2023            | ISBN 978-4-08-883423-8        |
| 10                            | 4 de abril de 2023            | ISBN 978-4-08-883438-2        |
| 11                            | 2 de junio de 2023            | ISBN 978-4-08-883561-7        |
| 12                            | 4 de septiembre de 2023       | ISBN 978-4-08-883635-5        |
| 13                            | 2 de noviembre de 2023        | ISBN 978-4-08-883693-5        |
| 14                            | 2 de febrero de 2024          | ISBN 978-4-08-883823-6        |
| 15                            | 4 de abril de 2024            | ISBN 978-4-08-883883-0        |
| 16                            | 4 de julio de 2024            | ISBN 978-4-08-884111-3        |
| 17                            | 4 de septiembre de 2024       | ISBN 978-4-08-884168-7        |
| 18                            | 4 de diciembre de 2024        | ISBN 978-4-08-884285-1        |
| 19                            | 4 de febrero de 2025          | ISBN 978-4-08-884395-7        |
| 20                            | 2 de mayo de 2025             | ISBN 978-4-08-884514-2        |
| 21                            | 4 de julio de 2025            | ISBN 978-4-08-884569-2        |
| 22                            | 3 de octubre de 2025          | ISBN 978-4-08-884694-1        |

### Anime
El 20 de marzo de 2023, se anunció una adaptación de la serie al anime. La serie está producida por CloverWorks y dirigida por Yuta Yamazaki, con guiones supervisados por Yoriko Tomita y diseños de personajes a cargo de Yasushi Nishiya. La serie se estrenó el 6 de julio de 2024 en Tokyo MX, BS11, GYT, GTV y otras 26 redes. El tema de apertura es "Plan A" de Dish, mientras que el tema final es "Kamakura Style" de Botchi Boromaru. Aniplex of America obtuvo la licencia de la serie fuera de Asia, y lo transmitió en Crunchyroll. Muse Communication obtuvo la licencia de la serie en el Sudeste Asiático.
Se anunció una segunda temporada el 6 de octubre de 2024.
El 24 de agosto de 2024, la serie tuvo un doblaje en español latino, el cual fue estrenado por Crunchyroll.

## Recepción
En junio de 2021, Nige Jōzu no Wakagimi fue candidato al premio de Mejor Manga Impreso en el Next Manga Award, y terminó en el sexto lugar de 50 nominados.